# Embassament de Cúber
L'embassament de Cúber és un embassament artificial d'aigua que es troba a les faldes del Puig Major i del Morro de Cúber. Rep l'aigua del Torrent de Binimorat i del Torrent de Son Torrella, i a l'altra banda de la presa neix el Torrent d'Almedrà. Juntament amb l'embassament del Gorg Blau és propietat de l'Ajuntament de Palma i abasteix d'aigua el municipi i els seus voltants.
L'aigua pròpia i provinent del Gorg Blau (bombada, perquè es troba a una cota inferior), es distribueix als municipis de la badia de Palma a través del Torrent d'Almedrà.
Abans de la construcció de la presa el 1972, la zona era una vall de muntanya sense aigua embassada. Era part de les terres de la possessió de Cúber, les cases de la qual romanen al fons de l'embassament. Damunt l'embassament guaita el Morro de Cúber, que també pren el nom de la possessió.